# Nagrody Star Screen
„Star Screen Awards” inaczej „Screen Weekly Award” to indyjska nagroda filmowa. Inicjatorem stworzenia tej nagrody było w 1994 roku  czasopismo „Screen Weekly”. Jest ona jedyną nagrodą w Indiach podczas przyznawania której są obecni przedstawiciele Nagrody Akademii Filmowej (Oscar). Nominacji i wyboru nagrodzonych dokonuje jury składające się ze specjalistów z branży filmowej. Kryterium decydującym są więc dokonania artystyczne, a nie popularność filmów (jak przy innych nagrodach). Ceniona jest w indyjskim świecie filmowym jako trudna do uzyskania.
Co roku w styczniu od siedmiu lat w Mumbaju w kompleksie sportowym Andheri odbywa się uroczyste rozdanie nagród za filmy w języku hindi, marathi i za produkcję telewizyjną. Od trzech lat nagradza się też regionalne kino Południowych Indii, które jest przedstawiane w językach telugu, tamilskim, malajalamskim i kannada.

## Nagrody
- Nagroda Star Screen dla Najlepszego Filmu
- Nagroda Star Screen dla Najlepszego Reżysera
- Nagroda Star Screen dla Najlepszego Aktora
- Nagroda Star Screen dla Najlepszej Aktorki
- Nagroda Star Screen dla Najlepszego Aktora Drugoplanowego
- Nagroda Star Screen dla Najlepszej Aktorki Drugoplanowej
- Nagroda Star Screen za Najlepszą Rolę Komediową
- Nagroda Star Screen za Najlepszą Rolę Negatywną
- Nagroda Star Screen Krytyków dla Najlepszego Aktora
- Nagroda Star Screen Krytyków  dla Najlepszej Aktorki
- Nagroda Star Screen za Najlepszy Debiut Kobiecy
- Nagroda Star Screen za Najlepszy Debiut Męski
- Nagroda Star Screen za Najlepszą Muzykę
- Nagroda Star Screen dla Osiągnięcia Życia
- Nagroda Star Screen dla Najlepszego Playbacku Męskiego
- Nagroda Star Screen dla Najlepszego Playbacku Kobiecego
- Nagroda Star Screen za Najlepszy Tekst Piosenki
- Nagroda Star Screen dla Najlepszej Pary